# Dejan Tiago-Stankovic
Dejan Tiago-Stanković (Belgrado, 2 de novembro de 1965 – Lisboa, 21 de dezembro de 2022) foi um escritor e tradutor literário nascido em Belgrado, Jugoslávia, actualmente na Sérvia, naturalizado português.

## Carreira
Depois de concluir o curso de arquitetura em 1989, mudou-se para Londres e em 1996 para Portugal. Viveu os últimos anos de vida alternadamente entre Lisboa e a sua cidade natal. Traduz e escreve na sua língua materna servo-croata bem como em português. Para além da ficção escreve não-ficção para numerosos média da Sérvia, Croácia, Brasil, Portugal e Bósnia-Herzegovina. Como tradutor é responsável pela primeira tradução de José Saramago para sérvio bem como pela primeira tradução de Ivo Andric para português.

## Obras literárias
em português
- Estoril, romance de guerra (Bookbuilders, Lisboa 2016.)[2]
- Contos de Lisboa (Prime Books, Estoril)[2]
- Lisboa ultrassecreta (Globo, São Paolo)[3]

em sérvocroata
- Estoril, ratni roman (Geopoetika, Belgrado 2015.)[4]
- Odakle sam bila više nisam i druge lisabonske priče (Geopoetika, Belgrado 2012.)[5]

em inglês
- Estoril, a war novel (Geopoetika, Belgrado 2016.)[4]
- Tales of Lisbon (Prime Books, Estoril)[6]

## Prémios Literários
- para o romance Estoril:
  - Vencedor do HWA Crowns Literary Award by The Historical Writers’ Association, 2018.
  - Vencedor do Prémio Branko Ćopić da Academia Sérvia das Artes e Ciências [7]
  - Finalista do Prémio Fernando Namora, Estoril-Sol, 2017.[8]
  - Finalista do Prémio NIN (o romance do ano).[9]
  - Finalista do Prémio Isidora Sekulić pela Câmara de Belgrado.[10]
  - Finalista do Prémio Stevan Sremac.[11]
  - Finalista do Prémio Janko Veselinović.[12]
  - Nomeação para o Prêmio Literário Internacional IMPAC de Dublin 2017.[13]
  - Incluído no Plano Nacional de Leitura.[14]

- para a coletânea de contos De onde eu era já não sou:
  - Finalista do Prémio Dušan Vasiljev pela Câmara Municipal de Kikinda.[15]
  - Finalista do Prémio Zlatni suncokret.[16]

## Traduções literárias[17]

### Para português
- Ivo Andric:
  - A Ponte sobre o Drina
  - O Pátio Maldito

- Dragoslav Mihailovic:
  - Abóboras em flor

### Para sérvio
- José Saramago: 
  - O Evangelho segundo Jesus Cristo
  - Memorial do Convento
  - Ensaio sobre a Cegueira

- Nuno Bragança: 
  - A noite e o riso

- José Cardoso Pires: 
  - Balada da Praia dos Cães

- Fernando Pessoa: 
  - Poesias

- Gregorio Duvivier: 
  - Poesias